# Insingen
Insingen là một đô thị ở huyện Ansbach bang Bayern nước Đức. Đô thị Insingen có diện tích 21,33 km², dân số thời điểm ngày 31 tháng 12 năm 2006 là 1135 người.